# Liste der beweglichen Denkmale im Landkreis Vorpommern-Greifswald
In der Liste der beweglichen Denkmale im Landkreis Vorpommern-Greifswald sind alle nicht ortsfesten Denkmale im Landkreis aufgeführt. Grundlage ist das Informationsblatt - Denkmale der unteren Denkmalschutzbehörde im Landkreis Vorpommern-Greifswald aus dem Jahr 2018.

## Legende
In den Spalten befinden sich folgende Informationen:
- ID-Nr: Die Nummer wird von den Denkmalämtern der Landkreise vergeben. Wenn sie nicht bekannt ist, bleibt die Spalte leer. In dieser Spalte kann sich zusätzlich das Wort Wikidata befinden, der entsprechende Link führt zu Angaben zu diesem Denkmal bei Wikidata.
- Lage: die Adresse des Denkmales und die geographischen Koordinaten.
Link zu einem Kartenansichtstool, um Koordinaten zu setzen. In der Kartenansicht sind Denkmale ohne Koordinaten mit einem roten bzw. orangen Marker dargestellt und können in der Karte gesetzt werden. Denkmale ohne Bild sind mit einem blauen bzw. roten Marker gekennzeichnet, Denkmale mit Bild mit einem grünen bzw. orangen Marker.
- Bezeichnung: Bezeichnung, so wie sie in den offiziellen Listen der Denkmalämter steht. Ein Link hinter der Bezeichnung führt zum Wikipedia-Artikel über das Denkmal. Wenn die Bezeichnung der Denkmalämter inhaltlich fehlerhaft ist, ist in der Spalte „Beschreibung“ darauf hinzuweisen.
- Beschreibung: Beschreibung des Denkmales
- Bild: ein Bild des Denkmales und gegebenenfalls einen Link zu weiteren Fotos des Denkmals im Medienarchiv Wikimedia Commons

## Liste
| ID | Lage         | Bezeichnung                               | Beschreibung | Bild                      |
| -- | ------------ | ----------------------------------------- | --- | ------------------------- |
|    | Heringsdorf  | Waggon des kaiserlichen Hofzuges 1907     | Der sogenannte Herrengefolgewagen des Hofzuges von Kaiser Wilhelm II wurde 1907 gebaut. Hersteller war die Breslauer Aktiengesellschaft für Eisenbahnwagenbau, Vorgänge der Linke-Hofmann-Werke. |                           |
|    | Liepe        | Glocke (im Glockenstuhl auf dem Friedhof) | Die Glocke ist auf das Jahr 1729 (oder 1779) datiert. |                           |
|    | Rothemühl    | Glocke (auf dem Friedhof)                 | Die Glocke stammt aus dem Jahr 1804 und ist auf der Südseite der Kirche auf dem alten Friedhof abgestellt.                                                                                       | Glocke (auf dem Friedhof) |
|    | Schwarzensee | Glocke                                    | Die Glocke stammt aus dem Jahr 1743 und hängt im Dachstuhl der 1968/69 erbauten Kirche. |                           |
|    | Wolgast      | Eisenbahnfähre „Stralsund“                | Die Fähre war von 1890 an im Einsatz, zunächst auf dem Strelasund, später in Wolgast als Eisenbahntrajekt zur Insel Usedom. 1990 ging sie außer Betrieb und liegt im Museumshafen Wolgast.       | Weitere Bilder            |